# The Staircase
The Staircase és una minisèrie de televisió dramàtica biogràfica estatunidenca creada per Antonio Campos, basada en la docusèrie francesa Soupçons del 2004 creada per Jean-Xavier de Lestrade. La sèrie és protagonitzada per Colin Firth com Michael Peterson, un escriptor condemnat per l'assassinat de la seva dona Kathleen Peterson (Toni Collette), que va ser trobada morta a la part inferior de l'escala de casa seva. La sèrie es va estrenar a HBO Max el 5 de maig de 2022.

## Premissa
Michael Peterson, un novel·lista policial, és acusat d'haver matat la seva dona Kathleen quan la troben morta al peu d'una escala de casa seva. Mentre la investigació continua, la família es veu llançada a una tumultuosa batalla legal. Mentrestant, un equip de documentalistes francès s'interessa per la història.

## Repartiment
- Colin Firth com a Michael Peterson, un novel·lista i esperançador polític que viu a Durham. Les seves finances i la seva vida personal esdevenen el focus de la investigació i el documental.
- Toni Collette com a Kathleen Peterson, la seva segona dona i mare de Caitlin. Era una executiva de gran poder i estimada per la seva família i la seva comunitat.
- Michael Stuhlbarg com a David Rudolf, l'advocat de Michael
- Dane DeHaan com a Clayton Peterson, el fill gran de Michael Peterson del seu primer matrimoni que té els seus propis problemes legals del seu passat
- Olivia DeJonge com a Caitlin Atwater, la filla de Kathleen del seu primer matrimoni. Inicialment dona suport al seu padrastre.
- Patrick Schwarzenegger com a Todd Peterson, el fill petit de Michael del seu primer matrimoni
- Sophie Turner com Margaret Ratliff, la filla adoptiva de Michael, a qui va adoptar després de la mort dels seus pares biològics.
- Odessa Young com a Martha Ratliff, l'altra filla adoptiva de Michael
- Rosemarie DeWitt com Candace Hunt Zamperini, la germana de Kathleen
- Tim Guinee com a Bill Peterson, el germà de Michael
- Parker Posey com a Freda Black, una fiscal del comtat de Durham
- Juliette Binoche com a Sophie Brunet, l'editora del documental original
- Vincent Vermignon com a Jean-Xavier de Lestrade, el director del documental original